# الرسیفاح
ال رسیفاه یک منطقهٔ مسکونی در عربستان سعودی است که در استان مکه واقع شده‌است.